# Puente Hernando de Soto
El puente Hernando de Soto (del inglés: Hernando de Soto Bridge) es un puente de arco que lleva a la Interestatal 40 a lo largo del río Misisipi entre West Memphis, Arkansas, Memphis, Tennessee. En Memphis también es llamado "New Bridge", ya que es más reciente que el puente de Memphis y Arkansas (lleva la Interestatal 55) aguas abajo.
El puente lleva el nombre del explorador español del siglo XVI Hernando de Soto, quien exploró este tramo del río Misisipi, y murió al sur de Memphis. Su cuerpo se cree que fue enterrado en el río Misisipi después de su muerte (aunque, según la leyenda, su cuerpo yacía en el fondo del lago Chicot en Arkansas, un meandro del río Misisipi, a unos 130 kilómetros al sur de Memphis.)
Fue inaugurado en 1973.
El 27 de agosto de 2007, un inspector descubrió que una columna al oeste del puente enfoque del río se habían desplazado durante la noche, y el puente fue cerrado para realizar posteriormente una inspección de precaución. El puente fue reabierto más tarde ese día.

## Historia
La planificación preliminar para la construcción del Puente Hernando de Soto sobre el río Misisipi comenzó en 1960 como parte de los estudios de alineación de la Interestatal 40 para el corredor Memphis-Little Rock, que se construyó en segmentos entre 1963 y 1968. Antes de que se completara el Puente Hernando de Soto, el tráfico que cruzaba el río se llevaba a cabo a través del cruce del Puente Memphis & Arkansas de la Interestatal 55/Carretera Federal 64/70/79/61, ubicado a 2 millas (3.2 km) al suroeste.
Inicialmente, hubo desacuerdo entre los dos estados con respecto al costo de la construcción del puente. Los funcionarios de Tennessee sostenían que ambos estados debían compartir equitativamente los costos, mientras que los funcionarios de Arkansas querían que Tennessee asumiera una parte más grande del costo debido a su mayor población. Finalmente, ambos estados acordaron un compromiso en el que Tennessee financiaba el 60% del costo y Arkansas el 40% restante. Ambos estados también discrepaban inicialmente sobre el diseño del puente; el diseño original contemplaba arcos más largos y una menor altura vertical. 
La construcción del Puente Hernando de Soto comenzó el 2 de mayo de 1967.[4] Inicialmente planeado para completarse en 1971, el proyecto experimentó múltiples retrasos. El puente de doble arco se abrió al tráfico automovilístico el 2 de agosto de 1973. Una ceremonia de dedicación para el puente tuvo lugar el 17 de agosto de 1973.[6] Inicialmente se esperaba que costara solo 12 millones de dólares (equivalente a 77.5 millones de dólares en 2023), pero el costo final fue de aproximadamente 57 millones de dólares (equivalente a 288 millones de dólares en 2023). 
El puente lleva el nombre del explorador español del siglo XVI Hernando de Soto, quien exploró este tramo del río Misisipi y falleció al sur de Memphis.